# ATP Challenger Tour 2019
In der folgenden Tabelle wurden die Turniere der professionellen Herrentennis-Saison 2019 der ATP Challenger Tour dargestellt. Sie bestand aus 158 Turnieren mit einem Preisgeld zwischen 54.160 und 162.480 US-Dollar. Es war die 43. Ausgabe des Challenger-Turnierzyklus und die elfte unter dem Namen ATP Challenger Tour. Ab diesem Jahr hatten alle Turniere im Einzel ein 48er-Feld. Es konnten sich aus einer Qualifikation von vier Spielern zwei einen Platz für das Hauptfeld sichern. Als einziges Turnier dieses Jahr hat das Turnier in Ludwigshafen ein 56er-Feld.

## Turnierplan

### Januar
| Datum1      | Ort            | Turnier                                  | Preisgeld2 | Belag3        | Sieger Einzel          | Sieger Doppel                        |
| ----------- | -------------- | ---------------------------------------- | ---------- | ------------- | ---------------------- | ------------------------------------ |
| 31.12. 2018 | Nouméa         | Challenger BNP Paribas Nouméa            | $ 081.240  | Hartplatz     | Mikael Ymer            | Dustin Brown Donald Young            |
| 31.12. 2018 | Playford City  | City of Playford Tennis International    | $ 081.240  | Hartplatz     | Rogério Dutra da Silva | Max Purcell Luke Saville             |
| 31.12. 2018 | Orlando        | Orlando Open                             | $ 081.240  | Hartplatz     | Marcos Giron           | Romain Arneodo Andrej Wassileuski    |
| 07.01.      | Canberra       | East Hotel Canberra Challenger           | $ 054.160  | Hartplatz     | Hubert Hurkacz         | Marcelo Demoliner Hugo Nys           |
| 07.01.      | Columbus       | Columbus Challenger                      | $ 054.160  | Hartplatz (i) | J. J. Wolf             | Maxime Cressy Bernardo Saraiva       |
| 07.01.      | Đà Nẵng        | Đà Nẵng Vietnam Airlines Tennis Open     | $ 054.160  | Hartplatz     | Marcel Granollers      | Hsieh Cheng-peng Christopher Rungkat |
| 14.01.      | Koblenz        | Koblenz Open                             | € 046.600  | Hartplatz (i) | Gianluca Mager         | Zdeněk Kolář Adam Pavlásek           |
| 21.01.      | Newport Beach  | Oracle Challenger Series – Newport Beach | $ 162.480  | Hartplatz     | Taylor Fritz           | Robert Galloway Nathaniel Lammons    |
| 21.01.      | Rennes         | Open de Rennes                           | € 069.280  | Hartplatz (i) | Ričardas Berankis      | Sander Arends Sam Weissborn          |
| 21.01.      | Burnie         | Caterpillar Burnie International         | $ 054.160  | Hartplatz     | Steven Diez            | Lloyd Harris Dudi Sela               |
| 21.01.      | Punta del Este | Punta Open                               | $ 054.160  | Sand          | Thiago Monteiro        | Guido Andreozzi Guillermo Durán      |
| 28.01.      | Cleveland      | Cleveland Challenger                     | $ 081.240  | Hartplatz (i) | Maxime Cressy          | Romain Arneodo Andrej Wassileuski    |
| 28.01.      | Launceston     | Neville-Smith Forest Products Launceston | $ 054.160  | Hartplatz     | Lloyd Harris           | Max Purcell Luke Saville             |
| 28.01.      | Quimper        | Open Quimper Bretagne Occidentale        | € 046.600  | Hartplatz (i) | Grégoire Barrère       | Fabrice Martin Hugo Nys              |

### Februar
| Datum  | Ort                 | Turnier                                         | Preisgeld | Belag         | Sieger Einzel          | Sieger Doppel                      |
| ------ | ------------------- | ----------------------------------------------- | --------- | ------------- | ---------------------- | ---------------------------------- |
| 04.02. | Dallas              | RBC Tennis Championships of Dallas              | $ 135.400 | Hartplatz (i) | Mitchell Krueger       | Marcos Giron Dennis Novikov        |
| 04.02. | Budapest            | Hungarian Challenger Open                       | € 046.600 | Hartplatz (i) | Alexander Bublik       | Kevin Krawietz Filip Polášek       |
| 04.02. | Chennai             | Chennai Open                                    | $ 054.160 | Hartplatz     | Corentin Moutet        | Gianluca Mager Andrea Pellegrino   |
| 11.02. | Bangkok             | Job Topgun Bangkok Open                         | $ 054.160 | Hartplatz     | Henri Laaksonen        | Gong Maoxin Zhang Ze               |
| 11.02. | Cherbourg-Octeville | Challenger La Manche – Cherbourg                | € 046.600 | Hartplatz (i) | Ugo Humbert            | Robert Galloway Nathaniel Lammons  |
| 18.02. | Bangkok             | Job Topgun Bangkok Open II                      | $ 054.160 | Hartplatz     | James Duckworth        | Li Zhe Gonçalo Oliveira            |
| 18.02. | Bergamo             | Internazionali di Tennis Trofeo Faip–Perrel     | € 046.600 | Hartplatz (i) | Jannik Sinner          | Laurynas Grigelis Zdeněk Kolář     |
| 18.02. | Morelos             | Morelos Open                                    | $ 054.160 | Hartplatz     | Matías Franco Descotte | André Göransson Marc-Andrea Hüsler |
| 25.02. | Indian Wells        | Oracle Challenger Series – Indian Wells         | $ 162.480 | Hartplatz     | Kyle Edmund            | JC Aragone Marcos Giron            |
| 25.02. | Pau                 | Teréga Open Pau–Pyrénées                        | € 069.280 | Hartplatz (i) | Alexander Bublik       | Scott Clayton Adil Shamasdin       |
| 25.02. | Yokohama            | Keio Challenger International Tennis Tournament | $ 054.160 | Hartplatz     | Kwon Soon-woo          | Moez Echargui Skander Mansouri     |

### März
| Datum  | Ort               | Turnier                                   | Preisgeld | Belag         | Sieger Einzel       | Sieger Doppel                        |
| ------ | ----------------- | ----------------------------------------- | --------- | ------------- | ------------------- | ------------------------------------ |
| 04.03. | Santiago de Chile | Cachantún Open                            | $ 054.160 | Sand          | Hugo Dellien        | Franco Agamenone Fernando Romboli    |
| 04.03. | Zhuhai            | Zhuhai Open                               | $ 054.160 | Hartplatz     | Enrique López Pérez | Gong Maoxin Zhang Ze                 |
| 11.03. | Phoenix           | Arizona Tennis Classic                    | $ 162.480 | Hartplatz     | Matteo Berrettini   | Jamie Murray Neal Skupski            |
| 11.03. | Shenzhen          | Pingshan Open                             | $ 081.240 | Hartplatz     | Marcos Baghdatis    | Hsieh Cheng-peng Christopher Rungkat |
| 11.03. | Drummondville     | Challenger Banque Nationale Drummondville | $ 054.160 | Hartplatz (i) | Ričardas Berankis   | Scott Clayton Adil Shamasdin         |
| 18.03. | Lille             | Play In Challenger                        | € 046.600 | Hartplatz (i) | Grégoire Barrère    | Romain Arneodo Hugo Nys              |
| 18.03. | Zhangjiagang      | International Challenger Zhangjiagang     | $ 054.160 | Hartplatz     | Marc Polmans        | Max Purcell Luke Saville             |
| 25.03. | Marbella          | Casino Admiral Trophy                     | € 046.600 | Sand          | Pablo Andújar       | Kevin Krawietz Andreas Mies          |
| 25.03. | Saint-Brieuc      | Open Harmonie Mutuelle                    | € 046.600 | Hartplatz (i) | Kamil Majchrzak     | Jonathan Erlich Fabrice Martin       |

### April
| Datum  | Ort                 | Turnier                                     | Preisgeld | Belag         | Sieger Einzel           | Sieger Doppel                             |
| ------ | ------------------- | ------------------------------------------- | --------- | ------------- | ----------------------- | ----------------------------------------- |
| 01.04. | Monterrey           | Abierto GNP Seguros                         | $ 162.480 | Hartplatz     | Alexander Bublik        | Evan King Nathan Pasha                    |
| 01.04. | Sophia Antipolis    | Mouratoglou Open                            | € 069.280 | Sand          | Dustin Brown            | Thiemo de Bakker Robin Haase              |
| 01.04. | Alicante            | Ferrero Challenger Open                     | € 046.600 | Sand          | Pablo Andújar           | Thomaz Bellucci Guillermo Durán           |
| 08.04. | Taipeh              | Santaizi Challenger                         | $ 162.480 | Hartplatz (i) | Dennis Novak            | N. Sriram Balaji Jonathan Erlich          |
| 08.04. | Barletta            | Open Città della Disfida                    | € 046.600 | Sand          | Gianluca Mager          | Denys Moltschanow Igor Zelenay            |
| 08.04. | Murcia              | Murcia Open                                 | € 046.600 | Sand          | Roberto Carballés Baena | Marcus Daniell David Marrero              |
| 15.04. | Anning              | Kunming Open                                | $ 162.480 | Sand          | Jay Clarke              | Max Purcell Luke Saville                  |
| 15.04. | Sarasota            | Sarasota Open                               | $ 108.320 | Sand          | Tommy Paul              | Martín Cuevas Paolo Lorenzi               |
| 15.04. | San Luis Potosí     | San Luis Open                               | $ 054.160 | Sand          | Marc-Andrea Hüsler      | Marcelo Arévalo Miguel Ángel Reyes Varela |
| 15.04. | Tunis               | Tunis Open                                  | $ 054.160 | Sand          | Pablo Cuevas            | Ruben Bemelmans Tim Pütz                  |
| 22.04. | Francavilla al Mare | Internazionali di Tennis d’Abruzzo          | € 046.600 | Sand          | Stefano Travaglia       | Denys Moltschanow Igor Zelenay            |
| 22.04. | León                | Torneo Challenger León                      | $ 054.160 | Hartplatz     | Blaž Rola               | Lucas Miedler Sebastian Ofner             |
| 22.04. | Nanchang            | Gangjiang New Area International Challenger | $ 054.160 | Sand (i)      | Andrej Martin           | Sander Arends Sam Weissborn               |
| 22.04. | Tallahassee         | Tallahassee Tennis Challenger               | $ 054.160 | Sand          | Emilio Gómez            | Roberto Maytín Fernando Romboli           |
| 29.04. | Bordeaux            | BNP Paribas Primrose Bordeaux               | € 114.800 | Sand          | Lucas Pouille           | Grégoire Barrère Quentin Halys            |
| 29.04. | Puerto Vallarta     | Puerto Vallarta Open                        | $ 135.400 | Hartplatz     | Sebastian Ofner         | Matt Reid John-Patrick Smith              |
| 29.04. | Seoul               | Seoul Open Challenger                       | $ 108.320 | Hartplatz     | Kwon Soon-woo           | Max Purcell Luke Saville                  |
| 29.04. | Savannah            | St. Joseph’s/Candler Savannah Challenger    | $ 081.240 | Sand          | Federico Coria          | Roberto Maytín Fernando Romboli           |
| 29.04. | Ostrava             | Prosperita Open                             | € 46.600  | Sand          | Kamil Majchrzak         | Luca Margaroli Filip Polášek              |

### Mai
| Datum  | Ort             | Turnier                                   | Preisgeld | Belag     | Sieger Einzel           | Sieger Doppel                        |
| ------ | --------------- | ----------------------------------------- | --------- | --------- | ----------------------- | ------------------------------------ |
| 06.05. | Aix-en-Provence | Open du Pays d’Aix                        | € 137.560 | Sand      | Pablo Cuevas            | Kevin Krawietz Jürgen Melzer         |
| 06.05. | Busan           | Busan Open Challenger                     | $ 162.480 | Hartplatz | Ričardas Berankis       | Hsieh Cheng-peng Christopher Rungkat |
| 06.05. | Rom             | Garden Open                               | € 069.280 | Sand      | Henri Laaksonen         | Philipp Oswald Filip Polášek         |
| 06.05. | Braga           | Braga Open                                | € 046.600 | Sand      | João Domingues          | Gerard Granollers Fabrício Neis      |
| 06.05. | Schymkent       | Shymkent Challenger                       | $ 054.160 | Sand      | Andrej Martin           | Jurij Rodionov Emil Ruusuvuori       |
| 13.05. | Heilbronn       | Neckarcup                                 | € 092.040 | Sand      | Filip Krajinović        | Kevin Krawietz Andreas Mies          |
| 13.05. | Gwangju         | Gwangju Challenger                        | $ 054.160 | Hartplatz | Jason Jung              | Hsieh Cheng-peng Christopher Rungkat |
| 13.05. | Lissabon        | Lisboa Belém Open                         | € 046.600 | Sand      | Roberto Carballés Baena | Philipp Oswald Filip Polášek         |
| 13.05. | Samarqand       | Samarkand Challenger                      | $ 054.160 | Sand      | João Menezes            | Gonçalo Oliveira Andrej Wassileuski  |
| 20.05. | Jerusalem       | Jerusalem Open                            | $ 054.160 | Hartplatz | Danilo Petrović         | Ariel Behar Gonzalo Escobar          |
| 28.05. | Vicenza         | Internazionali di Tennis Città di Vicenza | € 046.600 | Sand      | Alessandro Giannessi    | Gonçalo Oliveira Andrej Wassileuski  |

### Juni
| Datum  | Ort           | Turnier                              | Preisgeld  | Belag     | Sieger Einzel     | Sieger Doppel                          |
| ------ | ------------- | ------------------------------------ | ---------- | --------- | ----------------- | -------------------------------------- |
| 03.06. | Surbiton      | Surbiton Trophy                      | € 137.560  | Rasen     | Daniel Evans      | Marcel Granollers Ben McLachlan        |
| 03.06. | Prostějov     | Moneta Czech Open                    | € 092.040  | Sand      | Pablo Andújar     | Philipp Oswald Filip Polášek           |
| 03.06. | Little Rock   | Baptist Health Little Rock Open      | $ 081.240  | Hartplatz | Dudi Sela         | Matías Franco Descotte Orlando Luz     |
| 03.06. | Posen         | Poznań Open                          | € 069.280  | Sand      | Tommy Robredo     | Andrea Vavassori David Vega Hernández  |
| 03.06. | Almaty        | Almaty Challenger                    | $ 054.160  | Sand      | Lorenzo Giustino  | Andrej Martin Hans Podlipnik-Castillo  |
| 10.06. | Nottingham    | Nature Valley Open                   | € 137.560  | Rasen     | Daniel Evans      | Santiago González Aisam-ul-Haq Qureshi |
| 10.06. | Lyon          | Open Sopra Steria de Lyon            | € 092.040  | Sand      | Corentin Moutet   | Philipp Oswald Filip Polášek           |
| 10.06. | Columbus      | Columbus Challenger                  | $ 054.160  | Sand      | Mikael Torpegaard | Roberto Maytín Jackson Withrow         |
| 10.06. | Schymkent     | Shymkent II Challenger               | $ 054.160  | Sand      | Andrej Martin     | Nikola Čačić Yang Tsung-hua            |
| 17.06. | Ilkley        | Ilkley Trophy                        | € 0137.560 | Rasen     | Dominik Koepfer   | Santiago González Aisam-ul-Haq Qureshi |
| 17.06. | Bratislava II | Bratislava Open                      | € 069.280  | Sand      | Norbert Gombos    | Sander Gillé Joran Vliegen             |
| 17.06. | Blois         | Internationaux de Tennis de Blois    | € 046.600  | Sand      | Pedro Sousa       | Corentin Denolly Alexandre Müller      |
| 17.06. | Fargʻona      | Fergana Challenger                   | $ 054.160  | Hartplatz | Emil Ruusuvuori   | Evan King Hunter Reese                 |
| 17.06. | Parma         | Internazionali Tennis Emilia Romagna | € 046.600  | Sand      | Tommy Robredo     | Laurynas Grigelis Andrea Pellegrino    |
| 24.06. | Mailand       | Aspria Tennis Cup                    | € 046.600  | Sand      | Hugo Dellien      | Tomislav Brkić Ante Pavić              |

### Juli
| Datum  | Ort           | Turnier                                     | Preisgeld | Belag     | Sieger Einzel          | Sieger Doppel                        |
| ------ | ------------- | ------------------------------------------- | --------- | --------- | ---------------------- | ------------------------------------ |
| 01.07. | Ludwigshafen  | Ludwigshafen Challenger                     | € 046.600 | Sand      | Yannick Hanfmann       | Nathaniel Lammons Fernando Romboli   |
| 01.07. | Recanati      | Guzzini Challenger                          | € 046.600 | Hartplatz | Jahor Herassimau       | Gonçalo Oliveira Ramkumar Ramanathan |
| 08.07. | Braunschweig  | Sparkassen Open                             | € 069.280 | Sand      | Thiago Monteiro        | Simone Bolelli Guillermo Durán       |
| 08.07. | Winnetka      | Nielsen Pro Tennis Championship             | $ 054.160 | Hartplatz | Bradley Klahn          | JC Aragone Bradley Klahn             |
| 08.07. | Winnipeg      | Winnipeg National Bank Challenger           | $ 054.160 | Hartplatz | Norbert Gombos         | Darian King Peter Polansky           |
| 08.07. | Perugia       | Internazionali di Tennis Città di Perugia   | € 046.600 | Sand      | Federico Delbonis      | Tomislav Brkić Ante Pavić            |
| 15.07. | Nur-Sultan    | President’s Cup                             | $ 135.400 | Hartplatz | Jewgeni Donskoi        | Andrei Golubew Alexander Nedowessow  |
| 15.07. | Amersfoort    | Van Mossel Kia Dutch Open                   | € 046.600 | Sand      | Mats Moraing           | Harri Heliövaara Emil Ruusuvuori     |
| 15.07. | Gatineau      | Challenger Banque Nationale de Gatineau     | $ 054.160 | Hartplatz | Jason Kubler           | Alex Lawson Marc Polmans             |
| 15.07. | San Benedetto | San Benedetto Tennis Cup                    | € 046.600 | Sand      | Renzo Olivo            | Ivan Sabanov Matej Sabanov           |
| 22.07. | Granby        | Challenger Banque Nationale de Granby       | $ 081.240 | Hartplatz | Ernesto Escobedo       | André Göransson Sem Verbeek          |
| 22.07. | Binghamton    | Levene Gouldin & Thompson Tennis Challenger | $ 054.160 | Hartplatz | Yūichi Sugita          | Max Purcell Luke Saville             |
| 22.07. | Prag          | Advantage Cars Prague Open                  | € 046.600 | Sand      | Mario Vilella Martínez | Ariel Behar Gonzalo Escobar          |
| 22.07. | Tampere       | Aamulehti Tampere Open                      | € 046.600 | Sand      | Mikael Ymer            | Sander Arends David Pel              |
| 29.07. | Chengdu       | International Challenger Chengdu            | $ 135.400 | Hartplatz | Chung Hyeon            | Arjun Kadhe Saketh Myneni            |
| 29.07. | Sopot         | Sopot Open                                  | € 092.040 | Sand      | Stefano Travaglia      | Andre Begemann Florin Mergea         |
| 29.07. | Segovia       | Open Castilla y León – Villa de El Espinar  | € 069.280 | Hartplatz | Nicola Kuhn            | Sander Arends David Pel              |
| 29.07. | Lexington     | Kentucky Bank Tennis Championships          | $ 054.160 | Hartplatz | Jannik Sinner          | Diego Hidalgo Martin Redlicki        |
| 29.07. | Liberec       | Svijany Open                                | € 046.600 | Sand      | Nikola Milojević       | Jonáš Forejtek Michael Vrbenský      |

### August
| Datum  | Ort       | Turnier                                       | Preisgeld | Belag     | Sieger Einzel         | Sieger Doppel                             |
| ------ | --------- | --------------------------------------------- | --------- | --------- | --------------------- | ----------------------------------------- |
| 05.08. | Aptos     | Nordic Naturals Challenger                    | $ 081.240 | Hartplatz | Steve Johnson         | Marcelo Arévalo Miguel Ángel Reyes Varela |
| 05.08. | Augsburg  | Schwaben Open                                 | € 046.600 | Sand      | Yannick Hanfmann      | Andrej Wassileuski Igor Zelenay           |
| 05.08. | Manerbio  | Internazionali di Manerbio – Trofeo Dimmidisì | € 046.600 | Sand      | Federico Gaio         | Fabrício Neis Fernando Romboli            |
| 05.08. | Yokkaichi | Yokkaichi Challenger                          | $ 054.160 | Hartplatz | Yūichi Sugita         | Nam Ji-sung Song Min-kyu                  |
| 12.08. | Vancouver | Odlum Brown Vanopen                           | $ 108.320 | Hartplatz | Ričardas Berankis     | Robert Lindstedt Jonny O’Mara             |
| 12.08. | Cordenons | Challenger Acqua Dolomia Tennis Cup           | € 069.280 | Sand      | Christopher O’Connell | Tomislav Brkić Ante Pavić                 |
| 12.08. | Meerbusch | Tennis Open Stadtwerke Meerbusch              | € 046.600 | Sand      | Pedro Sousa           | Andre Begemann Florin Mergea              |
| 12.08. | Portorož  | Challenger Slovenia Open                      | € 046.600 | Hartplatz | Aljaž Bedene          | Teimuras Gabaschwili Carlos Gómez Herrera |
| 19.08. | L’Aquila  | Internazionali di Tennis Città dell’Aquila    | € 046.600 | Sand      | Andrea Collarini      | Tomislav Brkić Ante Pavić                 |
| 26.08. | Baotou    | International Challenger Baotou               | $ 054.160 | Sand (i)  | James Duckworth       | Nam Ji-sung Song Min-kyu                  |
| 26.08. | Como      | Torneo Città di Como                          | € 046.600 | Sand      | Facundo Mena          | Andre Begemann Florin Mergea              |
| 26.08. | Mallorca  | Rafa Nadal Open                               | € 046.600 | Hartplatz | Emil Ruusuvuori       | Sander Arends David Pel                   |

### September
| Datum  | Ort          | Turnier                                | Preisgeld | Belag         | Sieger Einzel               | Sieger Doppel                       |
| ------ | ------------ | -------------------------------------- | --------- | ------------- | --------------------------- | ----------------------------------- |
| 02.09. | Genua        | AON Open                               | € 137.560 | Sand          | Lorenzo Sonego              | Ariel Behar Gonzalo Escobar         |
| 02.09. | Jinan        | Jinan Open                             | $ 162.480 | Hartplatz     | Zhang Zhizhen               | Matthew Ebden Divij Sharan          |
| 02.09. | New Haven    | Oracle Challenger Series – New Haven   | $ 162.480 | Hartplatz     | Tommy Paul                  | Robert Galloway Nathaniel Lammons   |
| 02.09. | Cassis       | Cassis Open Provence                   | € 046.600 | Hartplatz     | Jo-Wilfried Tsonga          | André Göransson Sem Verbeek         |
| 09.09. | Stettin      | Pekao Szczecin Open                    | € 137.560 | Sand          | Jozef Kovalík               | Guido Andreozzi Andrés Molteni      |
| 09.09. | Istanbul     | American Express – Istanbul Challenger | $ 069.280 | Hartplatz     | Ugo Humbert                 | Andrei Golubew Alexander Nedowessow |
| 09.09. | Sevilla      | Copa Sevilla                           | € 069.280 | Sand          | Alejandro Davidovich Fokina | Gerard Granollers Pedro Martínez    |
| 09.09. | Shanghai     | Road to the Rolex Shanghai Masters     | $ 081.240 | Hartplatz     | Yasutaka Uchiyama           | Gao Xin Sun Fajing                  |
| 09.09. | Banja Luka   | Srpska Open                            | € 046.600 | Sand          | Tallon Griekspoor           | Sadio Doumbia Fabien Reboul         |
| 09.09. | Cary         | Atlantic Tire Championships            | $ 054.160 | Hartplatz     | Andreas Seppi               | Sekou Bangoura Michael Mmoh         |
| 16.09. | Kaohsiung    | Kaohsiung OEC Open                     | $ 162.480 | Hartplatz (i) | John Millman                | Hsieh Cheng-peng Yang Tsung-hua     |
| 16.09. | Biella       | Thindown Challenger Biella             | € 046.600 | Sand          | Gianluca Mager              | Tomislav Brkić Ante Pavić           |
| 16.09. | Columbus     | Columbus Challenger                    | $ 054.160 | Hartplatz (i) | Peter Polansky              | Martin Redlicki Jackson Withrow     |
| 16.09. | Glasgow      | Murray Trophy – Glasgow                | € 046.600 | Hartplatz (i) | Emil Ruusuvuori             | Ruben Bemelmans Daniel Masur        |
| 16.09. | Sibiu        | Sibiu Open                             | € 046.600 | Sand          | Danilo Petrović             | Sadio Doumbia Fabien Reboul         |
| 23.09. | Orléans      | Open d’Orléans                         | € 137.560 | Hartplatz (i) | Mikael Ymer                 | Romain Arneodo Hugo Nys             |
| 23.09. | Tiburon      | First Republic Tiburon Challenger      | $ 108.320 | Hartplatz     | Tommy Paul                  | Robert Galloway Roberto Maytín      |
| 23.09. | Buenos Aires | Challenger Buenos Aires                | $ 054.160 | Sand          | Sumit Nagal                 | Guido Andreozzi Andrés Molteni      |
| 23.09. | Florenz      | Firenze Tennis Cup                     | € 046.600 | Sand          | Marco Trungelliti           | Luca Margaroli Adil Shamasdin       |
| 30.09. | Barcelona    | Sánchez-Casal Head                     | € 046.600 | Sand          | Salvatore Caruso            | Simone Bolelli David Vega Hernández |
| 30.09. | Campinas     | Campeonato Internacional de Tênis      | $ 054.160 | Sand          | Juan Pablo Varillas         | Orlando Luz Rafael Matos            |
| 30.09. | Nur-Sultan   | Nur-Sultan Challenger                  | $ 054.160 | Hartplatz (i) | Illja Martschenko           | Harri Heliövaara Illja Martschenko  |

### Oktober
| Datum  | Ort                  | Turnier                                    | Preisgeld | Belag         | Sieger Einzel               | Sieger Doppel                           |
| ------ | -------------------- | ------------------------------------------ | --------- | ------------- | --------------------------- | --------------------------------------- |
| 07.10. | Santo Domingo        | Santo Domingo Open                         | $ 162.480 | Sand          | Juan Pablo Varillas         | Ariel Behar Gonzalo Escobar             |
| 07.10. | Fairfield            | Northbay Healthcare Men’s Pro Championship | $ 108.320 | Hartplatz     | Christopher O’Connell       | Darian King Peter Polansky              |
| 07.10. | Mouilleron-le-Captif | Internationaux de Tennis de Vendée         | € 092.040 | Hartplatz (i) | Mikael Ymer                 | Jonny O’Mara Ken Skupski                |
| 14.10. | Ningbo               | International Men’s Tennis Challenger      | $ 162.480 | Hartplatz     | Yasutaka Uchiyama           | Andrew Harris Marc Polmans              |
| 14.10. | Ismaning             | Wolffkran Open                             | € 069.280 | Teppich (i)   | Lukáš Lacko                 | Quentin Halys Tristan Lamasine          |
| 14.10. | Las Vegas            | Las Vegas Tennis Open                      | $ 054.160 | Hartplatz     | Vasek Pospisil              | Ruben Gonzales Ruan Roelofse            |
| 21.10. | Brest                | Open Brest Crédit Agricole                 | € 092.040 | Hartplatz (i) | Ugo Humbert                 | Denys Moltschanow Andrej Wassileuski    |
| 21.10. | Hamburg              | Tennis Challenger Hamburg                  | € 046.600 | Hartplatz (i) | Botic van de Zandschulp     | Jamie Cerretani Maxime Cressy           |
| 21.10. | Lima                 | Lima Challenger                            | $ 054.160 | Sand          | Thiago Monteiro             | Ariel Behar Gonzalo Escobar             |
| 21.10. | Liuzhou              | Liuzhou Open                               | $ 054.160 | Hartplatz     | Alejandro Davidovich Fokina | Michail Jelgin Denis Istomin            |
| 21.10. | Traralgon            | Latrobe City Traralgon Challenger          | $ 054.160 | Hartplatz     | Marc Polmans                | Max Purcell Luke Saville                |
| 28.10. | Shenzhen             | Shenzhen Longhua Open                      | $ 135.400 | Hartplatz     | Zhang Zhizhen               | Hsieh Cheng-peng Yang Tsung-hua         |
| 28.10. | Charlottesville      | Charlottesville Tennis Challenger          | $ 054.160 | Hartplatz (i) | Vasek Pospisil              | Mitchell Krueger Blaž Rola              |
| 28.10. | Eckental             | Challenger Eckental                        | € 046.600 | Teppich (i)   | Jiří Veselý                 | Ken Skupski John-Patrick Smith          |
| 28.10. | Guayaquil            | Challenger Ciudad de Guayaquil             | $ 054.160 | Sand          | Thiago Seyboth Wild         | Ariel Behar Gonzalo Escobar             |
| 28.10. | Playford City        | City of Playford Tennis International II   | $ 054.160 | Hartplatz     | James Duckworth             | Harri Heliövaara Patrik Niklas-Salminen |

### November
| Datum  | Ort                  | Turnier                            | Preisgeld | Belag         | Sieger Einzel   | Sieger Doppel                     |
| ------ | -------------------- | ---------------------------------- | --------- | ------------- | --------------- | --------------------------------- |
| 04.11. | Bratislava           | Peugeot Slovak Open                | € 114.800 | Hartplatz (i) | Dennis Novak    | Frederik Nielsen Tim Pütz         |
| 04.11. | Knoxville            | Knoxville Challenger               | $ 054.160 | Hartplatz (i) | Michael Mmoh    | Hans Hach Verdugo Adrián Menéndez |
| 04.11. | Kōbe                 | Hyogo Noah Challenger              | $ 054.160 | Hartplatz (i) | Yōsuke Watanuki | Purav Raja Ramkumar Ramanathan    |
| 04.11. | Montevideo           | Uruguay Open                       | $ 054.160 | Sand          | Jaume Munar     | Facundo Bagnis Andrés Molteni     |
| 12.11. | Houston              | Oracle Challenger Series – Houston | $ 162.480 | Hartplatz     | Marcos Giron    | Jonathan Erlich Santiago González |
| 12.11. | Champaign            | JSM Challenger of Champaign-Urbana | $ 054.160 | Hartplatz (i) | J. J. Wolf      | Christopher Eubanks Kevin King    |
| 12.11. | Helsinki             | Tali Open                          | € 046.600 | Hartplatz (i) | Emil Ruusuvuori | Frederik Nielsen Tim Pütz         |
| 12.11. | Pune                 | KPIT-MSLTA Challenger              | $ 054.160 | Hartplatz     | James Duckworth | Purav Raja Ramkumar Ramanathan    |
| 12.11. | St. Ulrich in Gröden | Sparkasse Challenger               | € 046.600 | Hartplatz (i) | Jannik Sinner   | Nikola Čačić Antonio Šančić       |
| 18.11. | Maia                 | Maia Open                          | € 046.600 | Sand (i)      | Jozef Kovalík   | Andre Begemann Daniel Masur       |

- 1 Turnierbeginn (ohne Qualifikation)
- 2 Seit 2019 werden alle Spieler der Turniere untergebracht.
- 3 Das Kürzel „(i)“ (= indoor) bedeutet, dass das betreffende Turnier in einer Halle ausgetragen wird.

## Verteilung der Weltranglistenpunkte
Ein Überblick über die Punktverteilung der jeweiligen Challenger-Kategorien im Jahr 2019. Ab diesem Jahr müssen alle Challenger-Turniere ihren Spielern Hospitality gewähren.
| Turnierkategorie | Gesamtsumme Preisgeld | S   | F  | HF | VF | AF | Zusätzliche Qualifikationspunkte |
| ---------------- | --------------------- | --- | -- | -- | -- | -- | -------------------------------- |
| Challenger 125   | $0162.480 €0137.560   | 125 | 75 | 45 | 25 | 10 | 5                                |
| Challenger 110   | $0135.400 €0114.800   | 110 | 65 | 40 | 20 | 9  | 5                                |
| Challenger 100   | $0108.320 €0092.040   | 100 | 60 | 35 | 18 | 8  | 5                                |
| Challenger 90    | $0081.240 €0069.280   | 090 | 55 | 33 | 17 | 8  | 5                                |
| Challenger 80    | $0054.160 €0046.600   | 080 | 48 | 29 | 15 | 7  | 5                                |

- Erklärung Kopfzeile: S = Sieger; F = (unterlegener) Finalist; HF = Halbfinale erreicht (und dann ausgeschieden); VF = Viertelfinale; AF = Achtelfinale
- Paare im Doppel erhalten keine Punkte vor dem Viertelfinale.